# F… comme Fairbanks
Pour plus de détails, voir Fiche technique et Distribution.
F… comme Fairbanks (également graphié F comme Fairbanks) est un film français réalisé par Maurice Dugowson, sorti en 1976.
Le récit évoque un jeune chômeur, nourri de rêves et d'idéaux, qui perd les pédales au contact de la réalité et d'une passion d'amour désenchantée.

## Synopsis
Diplômé en ingénierie chimique et dégagé des obligations du service militaire, André Fragman retourne auprès de son père, un projectionniste d'une petite salle de cinéma d'origine américaine et cinéphile. Le jeune homme apprécie chaleureusement son père, qui surnomme son fils « Fairbanks » en hommage à l'acteur Douglas Fairbanks, et s'installe dans son appartement après que sa petite amie, Sylvie, a refait sa vie durant son service militaire. Convaincu que son diplôme d'ingénieur chimique peut lui ouvrir des portes et lui procurer du travail, il retrouve son ancien professeur et ami, Étienne Lambert, qui lui a promis des opportunités. Mais durant l'absence d'André, la situation économique très défavorable a évolué et les promesses d'embauches de Lambert auprès d'André sont tombées à l'eau.
Peu après, André retrouve un ami, Jean-Pierre, dans une salle de théâtre. Ce dernier, metteur en scène, vient de monter une nouvelle adaptation d'Alice au pays des merveilles. Durant les répétitions, il fait la connaissance de Marie, apprentie comédienne qui travaille à mi-temps dans une agence de voyages. Le courant passe immédiatement entre André et Marie, qui tombent amoureux. Alors que leur idylle démarre très bien, André n'arrive toujours pas à trouver un emploi dans le génie chimique, et les ennuis qu'il a connus dans l'armée compromettent ses chances. À mesure de ses échecs, André, d'un naturel optimiste et jovial, commence à perdre ses illusions et son moral baisse. Il se retrouve contraint de s'inscrire à l'ANPE et d'exercer des petits boulots tels qu'ouvrier sur un chantier, videur de boîte de nuit, porteur dans une gare de train ou employé dans un garage. La frustration d'André entraîne des crises de colère auprès de Marie, qui commence à supporter de moins en moins cette situation.
André retrouve son père, qui lui annonce qu'il va prendre sa retraite — la salle de cinéma où il travaille va fermer pour être détruite et remplacée par un multiplexe — et se remarier. S'enfonçant de plus en plus dans la dépression, André décide de tout quitter et veut emmener Marie avec lui. Il la rejoint mais cette dernière, s'apprêtant à jouer la pièce, refuse de l'accompagner. Alors que Marie se trouve sur scène, André débarque en pleine pièce et tente d'emmener Marie de force avec lui, mais celle-ci parvient à se réfugier dans sa loge. Le jeune homme, en pleine crise, tente de pénétrer de force dans la loge en hurlant avant d'être maîtrisé. Blessé, André est emmené en ambulance. Dans son délire, il s'imagine avec Marie survoler Paris sur un tapis volant, comme Douglas Fairbanks.

## Fiche technique
- Titre : F… comme Fairbanks (ou F comme Fairbanks)
- Réalisation : Maurice Dugowson
- Scénario : Jacques Dugowson et Maurice Dugowson
- Photographie : André Diot
- Montage : Jean-Bernard Bonis
- Musique : Patrick Dewaere et Roland Vincent
- Costumes : Anne-Marie Marchand
- Décors : Raoul Albert
- Son : Michel Laurent
- Photographe de plateau : Alain Fonteray
- Producteur : Michel Seydoux
- Directeur de production : Paul Maigret
- Sociétés de production : Caméra One, Gaumont, FR3 Cinéma
- Société de distribution : Gaumont
- Pays de production :  France
- Format : couleur (Eastmancolor) — 35 mm — 1,66:1 — son monophonique
- Genre : comédie dramatique
- Langue : français
- Durée : 110 minutes
- Dates de sortie :  
  - France : 5 mai 1976
  - Belgique : 3 mars 1977 (Gand)
- France : Mention CNC[3] : tous publics, Art et essai (visa d'exploitation no 45127 délivré le 9 avril 1976)

## Distribution
- Patrick Dewaere : André Fragman
- Miou-Miou : Marie
- John Berry : Fragman
- Michel Piccoli : Étienne Lambert
- Jean-Michel Folon : Jean-Pierre
- Christiane Tissot : Sylvie
- Diane Kurys : Annick
- Jean Lescot : Jeannot le régisseur
- Jean de Coninck : le photographe
- Evane Hanska : Françoise
- Thierry Lhermitte : le jeune cadre
- Guiguin Moro : l'assistante
- Christian Clavier : le serveur
- Yves Barsacq : le vieux cadre
- Jenny Clève : la grand-mère
- Marc Lamole : le patron du bistrot
- Jacques Dichamp : le vieux du bistrot
- Michel Poujade : le délégué syndical
- Mario Gonzalez :
- Jean-Claude Penchenat : un comédien d’Alice au pays des merveilles
- Jonathan Sutton : un comédien d'Alice au pays des merveilles
- Sylvain Salnave : le chef de chantier

## Sortie et accueil
À sa sortie, F... comme Fairbanks connaît de bonnes critiques de la presse, qui salue notamment la prestation de Patrick Dewaere. Le film ne connait qu'un accueil limité au box-office avec 429 966 entrées durant l'année de sa sortie et 458 557 entrées en fin d'exploitation, dont 194 311 entrées sur Paris. Pour sa première année d'exploitation, il se hisse à la 87e place du box-office annuel.
| Semaine | Semaine                    | Rang | Entrées | Cumul   | no 1 du box-office hebdo.        |
| ------- | -------------------------- | ---- | ------- | ------- | -------------------------------- |
| 1       | du 5 au 11 mai 1976        | 14   | 31 777  | 31 777  | Vol au-dessus d'un nid de coucou |
| 2       | du 12 au 18 mai 1976       | 10   | 45 258  | 77 035  | Vol au-dessus d'un nid de coucou |
| 3       | du 19 au 25 mai 1976       | 7    | 65 772  | 142 807 | Le Sixième Continent             |
| 4       | du 26 mai au 1er juin 1976 | 9    | 63 480  | 206 287 | Le Sixième Continent             |
| 5       | du 2 au 8 juin 1976        | 11   | 46 906  | 253 193 | Le Sixième Continent             |
| 6       | du 9 au 15 juin 1976       | 10   | 36 953  | 290 146 | Cadavres exquis                  |
| 7       | du 17 au 22 juin 1976      | 18   | 25 188  | 315 334 | Taxi Driver                      |
| 8       | du 23 au 29 juin 1976      | 20   | 15 479  | 330 813 | Taxi Driver                      |

## Distinctions

### Récompense
- Berlinale 1976 : OCIC Award - Recommendation pour Maurice Dugowson

### Nominations
- Berlinale 1976 : Ours d'or
- César 1977 : Meilleure actrice pour Miou-Miou

## À noter
- Second long-métrage de Dugowson avec une partie des mêmes acteurs principaux, dont Patrick Dewaere, Miou-Miou et Jean-Michel Folon.
- Le surnom donné par Fragman à son fils est une référence à l'acteur américain Douglas Fairbanks. « Les mythes correspondent à leurs époques. Des Fairbanks, on n'en fait plus », dira Jean-Pierre, le metteur en scène, en expliquant à Marie, qui est Douglas Fairbanks.
- Quelques mois avant la production du film, alors que Miou-Miou vient d'être choisie pour le tournage du film D'amour et d'eau fraîche, elle tente sans succès d'imposer Patrick Dewaere pour le premier rôle[7] au réalisateur Jean-Pierre Blanc qui choisit Julien Clerc pourtant acteur inexpérimenté. Le chanteur séduit Miou-Miou, laquelle rompt avec Patrick Dewaere. Le déchirement est profond et l'acteur va jusqu'à « casser la figure » du chanteur. L'affiche du film F comme Fairbanks réunit cependant Miou-Miou et Dewaere dans une histoire où la fiction rejoint la réalité. En 1992, dans le film de Marc Esposito, « Patrick Dewaere », Miou-Miou avoue combien ce tournage aura été éprouvant pour elle et pour son ex-compagnon, un souvenir d'autant plus douloureux que l'acteur mettra fin à ses jours quelques années plus tard, en 1982.
- Le 1er mars 1976, Philippe Caloni reçoit Patrick Dewaere sur France Inter pour la sortie du film La Meilleure Façon de marcher[8]. La journaliste Sophie Dumoulin précise qu'il vient d'achever le tournage de F… comme Fairbanks de Maurice Dugowson. Il compare : « Dans le film de Claude Miller, je suis un type que rien n'abat alors que pour le film de Dugowson, je deviens fou à la fin », soulignant combien les événements dramatiques d'une existence peuvent affecter un être humain aussi fragile et sensible que le personnage de F… comme Fairbanks. Concernant sa technique d'acteur, Dewaere confirme qu'il refuse de « faire semblant ». Il prétend que ce serait plus simple et qu'il procéderait ainsi par paresse. Il confirme littéralement vivre les émotions du personnage et agir en fonction du rôle. Il réfute en revanche, la notion d'improvisation et confirme un choix délibéré, une réflexion et une certaine préparation.
- Dans le documentaire « La ballade de Fairbainks »[9] réalisé par Alexandre Moix en 2004, une archive dévoile comment Patrick Dewaere incarne son rôle. Dans l'interview, il s'exprime à la première personne, comme si le personnage parlait par sa bouche : « Moi, je suis le contraire d'un Fairbanks; C'est ce qui m'agace, en fait. Moi, je supporte pas que mon père m'appelle Fairbanks toujours... Parce que moi, il m'arrive des ennuis tout le temps... ». Il tente de se reprendre aussitôt et déclare que c'est un film où, il ne cesse de tomber, il n'a pas de boulot, sa compagne vient de le quitter, ce qui l'affecte profondément alors que selon lui, au contraire, Fairbanks réagit formidablement face aux événements, il a une posture « de gagnant, de roi, de chef » et rien ne peut l'atteindre. Dewaere poursuit : « Alors que moi, tout me diminue complètement et je finis par devenir complètement dingue à la fin. ».
- Le même documentaire met en évidence que pour Maurice Dugowson depuis longtemps, Patrick Dewaere lui faisait penser à Douglas Fairbanks et que ce sujet a été écrit spécifiquement pour lui. Film à message social comme le précédent (Lily aime-moi), F comme Fairbanks traite à nouveau du chômage, comme fléau majeur de notre époque.
- Selon, le scénariste Jacques Dugowson, même un héros à la carrure de Fairbanks aurait été totalement handicapé dans une telle société, ce qu'entend de démontrer le film. Le  documentaire présente l'extrait d'une émission de télévision où Dewaere, interrogé en plateau par Michel Drucker au sujet du film, déclare : « être chômeur, ça finit par taper sur la tête d'un mec ». Il ajoute que c'est un phénomène qu'on vit comme un échec personnel.
- Le producteur Michel Seydoux relate qu'il existe « une certaine souffrance dans ce film », à l'opposé du film précédent, Lily aime-moi. Une douleur que ressent aussi Michel Piccoli devant interpréter un rôle plutôt antipathique et qui hésite avant d'accepter le rôle qui sort quelque peu du genre de ses films d'alors, parmi lesquels on remarque ceux de Claude Sautet comme le souligne le scénariste.
- Le producteur précise qu'en phase de préparation du film, le couple est alors encore uni. À quelques jours du début du tournage, Miou-Miou est séduite par Julien Clerc. Le couple va alors vivre et interpréter en parallèle sur les tournages et hors des plateaux, leur séparation.
- Pour Jean-Michel Folon, c'est le plus beau film de Dewaere car il est chargé d'émotions vécues. Il révèle que le soir, après le tournage, la toute petite fille née de l'union avec Miou-Miou doit tantôt repartir avec l'un ou l'autre de ses parents, ce qui est déchirant pour toute l'équipe. La tragédie perceptible dans leur interprétation se mélange aux faits réels de leur propre existence, ce qui procure au film, selon Folon, une particulière intensité.
- Lors d'une interview, Miou-Miou qui déclare que « Dewaere est l'un des plus grands acteurs » qu'elle a jamais connu, précise que devant la caméra, le couple qu'elle formait avec Dewaere était à l'unisson, en écho et en parfaite harmonie d'interprétation, y compris en improvisant parfois. Mais répondant à cette remarque de Miou-Miou, Dewaere met en lumière que l'improvisation est relativement limitée au jeu d'interprétation, du fait de la lourdeur des tournages, de la caméra, de la lumière et de la scénographie. La force intense du drame personnel que vit alors Patrick Dewaere trouve son paroxysme dans l'une des scènes essentielles du film, lorsqu'il surgit sur une scène de théâtre, interrompt la pièce où le personnage que Miou-Miou joue en public et l'entraîne en coulisse devant tous, pour régler ses comptes avec elle. Jean-Michel Folon précise que quelques instants avant de tourner ce long plan, Dewaere déclare au réalisateur qu'il ne sera en mesure de faire qu'une seule prise, compte tenu de l'intensité dramatique de la séquence. L'acteur déclare à Dugowson : « Je vais tout donner... Arrange-toi pour qu'il n'y ait personne sur mon passage ». Lors de la scène, il hurle et se précipite à plusieurs reprises, la tête en avant contre une cloison, sans qu'il soit possible d'être doublé par un cascadeur.
- Lors d'interruptions du tournage sur un plateau, Patrick Dewaere patiente en jouant quelques airs sur un piano laissé là pour la décoration. Il compose alors directement ce qui va devenir le thème musical du film, au milieu de l'équipe technique et de production. Comme le relate le producteur, à la fin du morceau, une larme coule sur sa joue.
- Jean-Michel Folon dévoile que durant cette période, l'acteur lui a confié s'être retrouvé tout seul à la cathédrale Notre-Dame de Paris, au milieu de la nuit pour prier. Le documentaire s'achève sur une phrase de Jean-Michel Folon, son ami : « Patrick était une flamme. Une flamme, c'est fragile et ça peut s'éteindre au moindre courant d'air. Et il y a eu un courant d'air... Et Patrick s'est éteint ».